# Serrodes inara
Serrodes inara là một loài bướm đêm trong họ Erebidae.